# Грабовка (остановочный пункт)
Грабовка (бел. Грабаўка) — остановочный железнодорожный пункт Гомельского отделения Белорусской железной дороги на линии Чернигов—Новобелицкая, расположенный возле дач (садовое товарищество Берёзка-3), что западнее деревни Грабовка.

## История
«Остановочный пункт 26 км» был открыт на действующей ж/д линии Чернигов—Новобелицкая Юго-Западной железной дороги. На топографической карте n-36-135 по состоянию местности на 1986 год обозначен под названием остановочный пункт 26 км. Позже получил современное название Грабовка.

## Общие сведения
Станция представлена одной боковой платформой. Имеет 1 путь. Нет здания вокзала. Межстанционный перегон «Радуга — Грабовка» длиной 1,4 км является одним из самых коротких по длине на линии Чернигов — Новобелицкая.

## Пассажирское сообщение
Ежедневно станция принимает бывшие пригородные поезда — поезда региональных линий эконом-класса и городских линий сообщения Кравцовка—Гомель.